# Era Vella (Abella de la Conca)

L'Era Vella, respecte del terme d'Abella de la Conca

L'Era Vella és un indret del terme municipal d'Abella de la Conca, a la comarca del Pallars Jussà.
Està situat al nord-est de la vila d'Abella de la Conca, a la carena que separava els termes de la vila i de l'antic poble de la Torre d'Eroles. És també al nord-oest d'aquesta darrera població, actualment abandonada. Es tracta d'un collet d'aquesta carena.

## Etimologia
Com ja ha quedat dit, es tracta d'un collet de muntanya que antigament havia servit d'era per a batre les collites dels camps de l'entorn: les feixes de la Costa de la Font, Puigvent, Can Rafael, etcètera. Es tracta, doncs, d'un topònim romànic modern de caràcter descriptiu.